# Calometopus hollisi
Calometopus hollisi är en skalbaggsart som beskrevs av Waterhouse 1898. Calometopus hollisi ingår i släktet Calometopus och familjen Cetoniidae. Inga underarter finns listade.